# San Juan Colón
San Juan Colón är en ort i Mexiko.   Den ligger i kommunen Izúcar de Matamoros och delstaten Puebla, i den sydöstra delen av landet, 110 km sydost om huvudstaden Mexico City. San Juan Colón ligger 1 203 meter över havet och antalet invånare är 1 345.
Terrängen runt San Juan Colón är platt åt sydost, men åt nordväst är den kuperad. Runt San Juan Colón är det ganska tätbefolkat, med 120 invånare per kvadratkilometer. Närmaste större samhälle är Izúcar de Matamoros, 10,5 km öster om San Juan Colón. Omgivningarna runt San Juan Colón är en mosaik av jordbruksmark och naturlig växtlighet.